# Structure chimique

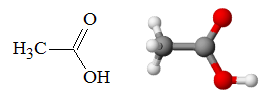
Représentation de la structure chimique de l'acide acétique. L'hydrogène est en blanc, le carbone est en gris et l'oxygène est en rouge.

La structure chimique d'un système réfère à la fois à sa topologie moléculaire, à sa géométrie (géométrie moléculaire ou groupe d'espace pour un cristal) et à sa structure électronique.

## Topologie moléculaire
La topologie moléculaire désigne l’enchaînement des atomes et des liaisons qui les lient sans prendre en compte la géométrie (longueur des liaisons, angles de valence, angles dièdres). Dans le cas de systèmes moléculaires, on peut représenter la topologie en utilisant une formule développée plane.
Méthodes courantes de détermination de la topologie : 
- spectrométrie de masse ;
- spectroscopie infrarouge ;
- résonance magnétique nucléaire du proton ou du carbone 13.

## Géométrie moléculaire
La géométrie moléculaire correspond à l'organisation spatiale des atomes dans le système. Elle peut être simple, comme pour les cristaux monoatomiques cubiques, ou les molécules diatomiques, ou au contraire très complexe, comme pour les protéines ou les macromolécules de type ADN. Dans le cas moléculaire, on peut représenter sommairement cette géométrie en utilisant des formules développées avec des conventions de représentation (par exemple les projections de Fisher ou de Newman pour des molécules organiques).
Méthodes courantes de détermination de la géométrie : 
- résonance magnétique nucléaire du proton ou du carbone 13 ;
- spectroscopie infrarouge ;
- diffractométrie de rayons X.

## Structure électronique
La structure électronique correspond au peuplement des orbitales électroniques (moléculaires, ou bandes électroniques).
Méthodes courantes de détermination de la structure électronique :
- voltampérométrie cyclique ;
- résonance paramagnétique électronique ;
- spectroscopie d'absorption d'électrons.